# Christian Götz
Christian Götz (magyarosan: Götz Keresztély; Lübben, 1783 – Vác, 1849. április 11.) császári és királyi vezérőrnagy, az 1848–49-es szabadságharcban a császári csapatok egyik tábornoka. 

## Élete
1800. október 27-én lépett önkéntesként a 6. dragonyosezredbe. 1805-től már tisztként részt vett a Napóleon elleni háborúkban. 1831-től 1848-ig különféle gyalogezredeknél volt szolgálatban. 1848. július 16-án kapott vezérőrnagyi rangot. Ekkor az észak-itáliai hadszíntéren harcolt, majd Padova városparancsnoka lett. A Windisch-Grätz támadásának megindulása előtt rendelték át a magyarországi hadszíntérre.
1848. december 30-án, a téli hadjáratban egy háromezer fős dandár élén betört Észak-Magyarországra és 1849. január 2-án a budetini ütközetben megverte a Beniczky Lajos és Querlonde Ferdinánd nemzetőr őrnagyok vezette, háromezer főből álló nemzetőr sereget. Götz csapatai feldúlták, és porig égették a budatini vár melletti kastélyt, amely így helyreállíthatatlanul elpusztult. A császári győzelemmel bekerítés fenyegette Görgei Artúr hadtestét, amely Lipótvár felmentési kísérlete után a bányavárosokban akart áttelelni. Götz dandárja részt vett a bányavárosoknál folyó harcokban, január 17-én Turcsek mellett vívott ütközetet Aulich Lajos hadosztályával, majd Felix Jablonowski tábornok dandárával együtt üldözte Görgei hadtestét a Branyiszkói-hágó felé. A hadművelet végül a branyiszkói ütközet megnyerésének köszönhetően a magyar csapatokra nézve kedvezően végződött.
Az 1849. április 10-i váci ütközetben a várost védő császári hadosztályt Ramberg tábornok betegsége miatt Christian Götz vezette. Csapatai a Gombás-patak kőhídját védték, de azt végül Földváry Károly, a 9. vörössipkás zászlóalj és a 3. fehértollas zászlóalj hősiességének köszönhetően elfoglalták a magyar csapatok. Götz személyesen irányította a császáriak visszavonulását, és eközben egy gránátszilánk homlokon találta. Sebesülten fogságba esett. A lengyel légió orvosa megpróbálta ellátni sebét, de mintegy harminc órával sebesülése után belehalt. Katonai tiszteletadás mellett temették el. Koporsóját a váci ütközetben is kimagaslóan helytállt 3. honvédzászlóalj katonái vitték. Egy beszámoló szerint koporsóját Görgei, Klapka, Damjanich és egy törzstiszt bocsátotta le a sírba.
Özvegye, Josephin Mamćial 1850-ben kétezer forintos alapítványt tett a váci 32. (Estei Ferdinánd) gyalogezred nevelő intézete számára azzal a feltétellel, hogy férje sírját gondozzák.